# Giuliano Poletti
Giuliano Poletti (n. 19 noiembrie 1951, Imola) este un politician italian.
Din 22 februarie 2014 este Ministrul Muncii și Politicii Sociale în guvernul condus de Matteo Renzi.
Din 1992 până în 2000 a fost președinte al Efeso, organizație de formare Legacoop Emilia-Romagna, prin urmare, până în septembrie 2000, este președinte al Legacoop Imola, apoi președinte al Legacoop Emilia-Romagna regional și național și vicepreședinte al Legacoop. Din anul 2002 el este președinte al Legacoop Naționale.
În februarie 2013, el a devenit președinte al Alleanza delle Cooperative Italiane.
Pasionat de handbal, Giuliano Poletti a fost vice-președinte al Federației Italiene de Handbal .